# 안동 지촌제청
안동 지촌제청(安東 芝村祭廳)은 경상북도 안동시 임동면에 있는 조선시대의 건축물이다.
1985년 8월 5일 경상북도의 문화재자료 제46호로 지정되었다가, 2017년 5월 15일 경상북도의 유형문화재 제505호 '안동 지촌제청'으로 재지정되었다.

## 개요
조선 후기의 문신 지촌 김방걸(1623∼1695) 선생의 제사를 모시는 제청으로 숙종 38년(1712)에 세웠다.
선생은 현종 1년(1660) 문과에 급제하여 벼슬에 나아갔다. 숙종 15년(1689) 사간이 되었으나 인현왕후 민씨가 폐위되자, 왕의 잘못을 미리 막지 못한데 책임을 느껴 낙향했다. 이후 승지와 대사간 등을 역임하였다. 저서로 『지촌문집』이 있다.
건물은 3동으로 제청은 앞면 5칸·옆면 2칸이며, 지붕은 옆면에서 볼 때 여덟 팔(八)자 모양을 한 팔작지붕이다. 안채와 아래채 2동은 모두 8칸이고 지붕은 옆면에서 볼 때 사람 인(人)자 모양을 한 맞배지붕이며 二자형 평면을 갖추고 있다.
지산서당의 규모가 작아 이 제청을 후학을 위한 강당으로도 사용하였는데 제청 규모로는 큰 편에 속한다.

## 갤러리

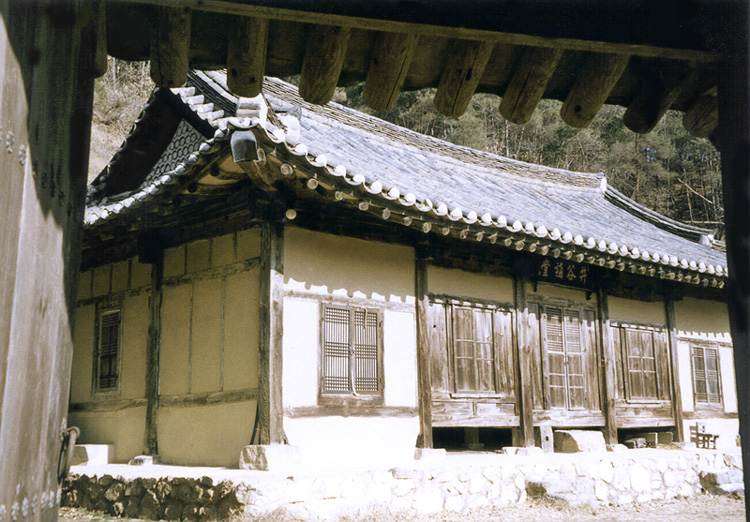
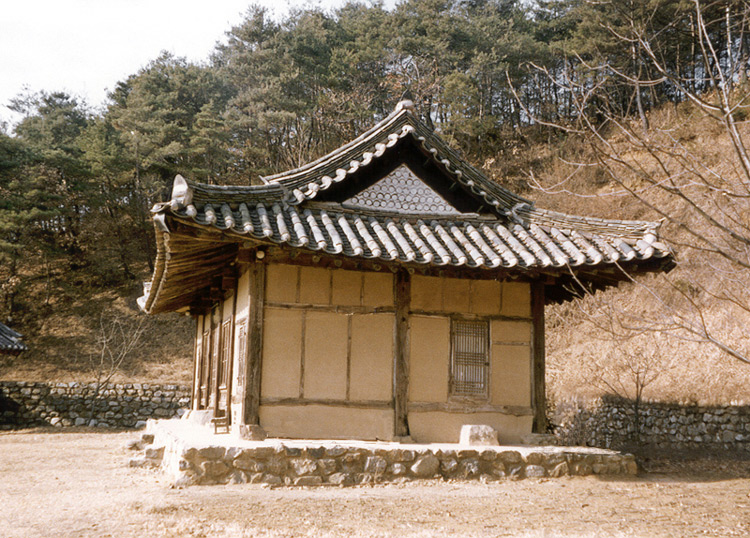
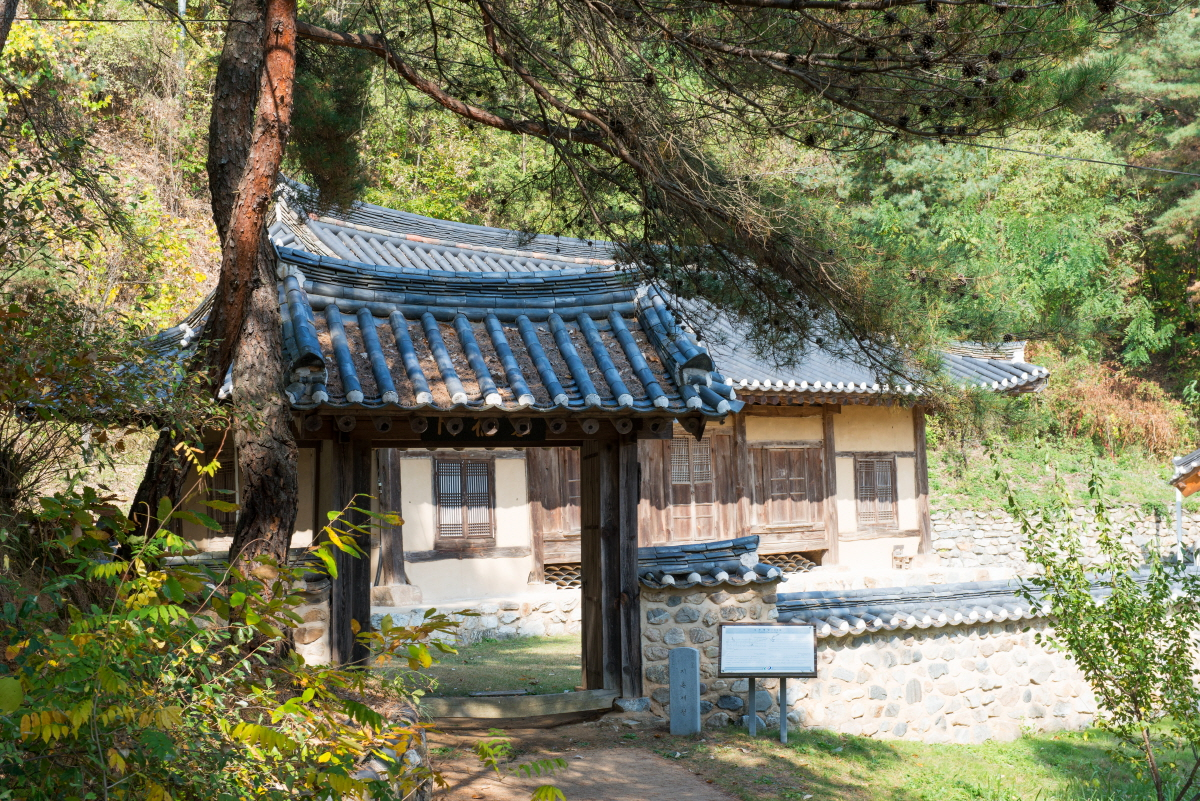
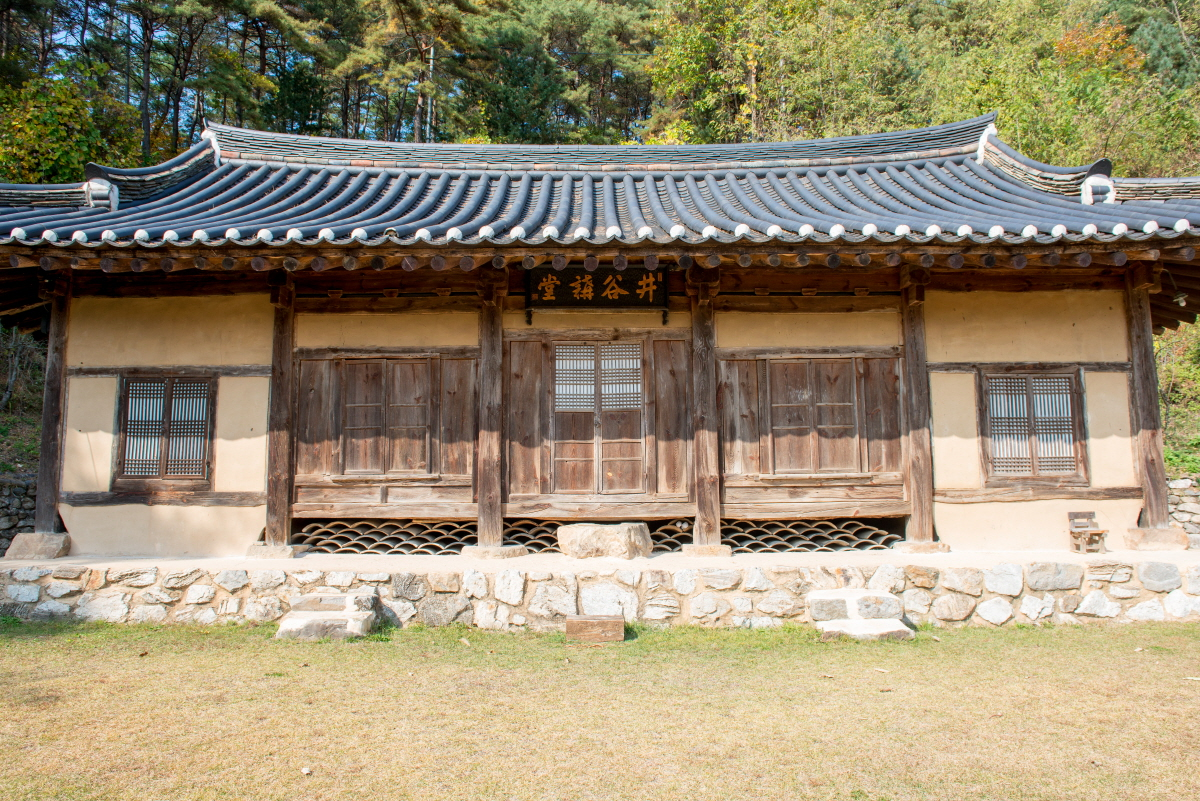

## 참고 자료
- 안동 지촌제청 - 국가유산청 국가유산포털